# Lista gatunków roślin objętych ścisłą ochroną w Polsce (2004–2012)
Lista stanowi zestawienie gatunków i rodzajów roślin objętych ścisłą ochroną gatunkową w Polsce w latach 2004–2012. Zestawienie obejmuje gatunki chronione na podstawie rozporządzenia Ministra Środowiska z dnia 9 lipca 2004 roku w sprawie gatunków dziko występujących roślin objętych ochroną (Dz.U. Nr 168 poz.1764).
* – brak polskiej nazwy

## Typ (gromada):chryzofity(Chrysophyta)

### Klasa:brunatnice(Phaeophyceae)
| Nazwa polska             | Nazwa naukowa           | Uwagi                   |
| morszczynowate Fucaceae  | morszczynowate Fucaceae | morszczynowate Fucaceae |
| ------------------------ | ----------------------- | ----------------------- |
| morszczyn pęcherzykowaty | Fucus vesiculosus       | –                       |

## Typ (gromada):krasnorosty(Rhodophyta)
| Nazwa polska                         | Nazwa naukowa                        | Uwagi                                |
| hildenbrandiowate Hildenbrandtiaceae | hildenbrandiowate Hildenbrandtiaceae | hildenbrandiowate Hildenbrandtiaceae |
| ------------------------------------ | ------------------------------------ | ------------------------------------ |
| hildenbrandia rzeczna                | Hildenbrandtia rivularis             | –                                    |
| widlikowate Furcellariaceae          |                                      |                                      |
| * (widlik zaostrzony)                | Furcellaria fastigiata               | –                                    |

## Typ (gromada):zielenice(Chlorophyta)

### Rząd:Ramienicowce(Charales)
| Nazwa polska                   | Nazwa naukowa           | Uwagi                   |
| ramienicowate Characeae        | ramienicowate Characeae | ramienicowate Characeae |
| ------------------------------ | ----------------------- | ----------------------- |
| krynicznik obskubany           | Nitella syncarpa        | –                       |
| krynicznik smukły              | Nitella gracilis        | –                       |
| *                              | Nitella batrachosperma  | –                       |
| *                              | Nitella capillaris      | –                       |
| *                              | Nitella opaca           | –                       |
| *                              | Nitella tenuissima      | –                       |
| ramienica bałtycka             | Chara baltica           | –                       |
| ramienica grzywiasta           | Chara filiformis        | –                       |
| ramienica szczeciniasta        | Chara strigosa          | –                       |
| ramienica wielokolczasta       | Chara polyacantha       | –                       |
| *                              | Chara braunii           | –                       |
| *                              | Chara canescens         | –                       |
| * (ramienica zagięta)          | Chara connivens         | –                       |
| *                              | Chara crassicaulis      | –                       |
| * (ramienica cienko kolczasta) | Chara tenuispina        | –                       |
| *                              | Lychnothamnus barbatus  | –                       |
| rozsocha morska                | Tolypella nidifica      | –                       |
| *                              | Tolypella glomerata     | –                       |
| *                              | Tolypella intricata     | –                       |
| *                              | Tolypella prolifera     | –                       |

## Typ (gromada):wątrobowce(Marchantiophyta)
| Nazwa polska                      | Nazwa naukowa              | Uwagi                   |
| beznerwowate Aneuraceae           | beznerwowate Aneuraceae    | beznerwowate Aneuraceae |
| --------------------------------- | -------------------------- | ----------------------- |
| lśniątka zakrzywiona              | Riccardia incurvata        | –                       |
| lśniątka zatokowa                 | Riccardia chamedryfolia    | –                       |
| czubkowate Lophoziaceae           |                            |                         |
| czubek delikatny                  | Lophozia laxa              | –                       |
| czubek główkowaty                 | Lophozia capitata          | –                       |
| czubek Ruthego                    | Lophozia rutheana          | –                       |
| sznurnik falistolistny            | Jamesoniella undulifolia   | –                       |
| wieloklap Kunzego                 | Barbilophozia kunzeana     | –                       |
| zgiętolist nadrzewny              | Anastrophyllum hellerianum | –                       |
| grimaldiowate Aytoniaceae         |                            |                         |
| gwiaździanka workowata            | Asterella saccata          | Wymaga ochrony czynnej  |
| mannia pachnąca                   | Mannia fragrans            | Wymaga ochrony czynnej  |
| głowiakowate Cephaloziaceae       |                            |                         |
| bagniczka drobna                  | Cladopodiella francisci    | –                       |
| bagniczka pływająca               | Cladopodiella fluitans     | –                       |
| głowiak łańcuszkowaty             | Cephalozia catenulata      | –                       |
| natorfek nagi                     | Odontoschisma denudatum    | –                       |
| natorfek torfowcowy               | Odontoschisma sphagni      | –                       |
| nowellia krzywolistna             | Nowellia curvifolia        | –                       |
| jednoczepkowate Haplomitriaceae   |                            |                         |
| jednoczepek Hookera               | Haplomitrium hookeri       |                         |
| ostroczepkowate Oxymitraceae      |                            |                         |
| ostroczepek łuskowaty             | Oxymitra incrassata        | Wymaga ochrony czynnej  |
| pallawiciniowate Pallaviciniaceae |                            |                         |
| merkia irlandzka                  | Moerckia hibernica         | –                       |
| pallawicinia Lyella               | Pallavicinia lyellii       | –                       |
| płożykowate Geocalycaceae         |                            |                         |
| płożyk wonny                      | Geocalyx graveolens        | –                       |
| skapankowate Scapaniaceae         |                            |                         |
| skapanka błotna                   | Scapania paludicola        | –                       |
| wgłębkowate Ricciaceae            |                            |                         |
| wgłębka Hübenera                  | Riccia huebeneriana        | –                       |
| wgłębka rzęsista                  | Riccia ciliifera           | Wymaga ochrony czynnej  |
| wgłębka szara                     | Riccia trichocarpa         | –                       |

## Typ (gromada):mchy(Bryophyta)
| Nazwa polska                           | Nazwa naukowa                  | Uwagi |
| bezlistowate Buxbaumiaceae             | bezlistowate Buxbaumiaceae     | bezlistowate Buxbaumiaceae                                                                                          |
| -------------------------------------- | ------------------------------ | --- |
| bezlist okrywowy                       | Buxbaumia viridis              | – |
| białozębowate Leucodontaceae           |                                | |
| jeżolist zwyczajny                     | Antitrichia curtipendula       | – |
| błotniszkowate Helodiaceae             |                                | |
| błotniszek wełnisty                    | Helodium blandowii             | – |
| drabinowcowate Cinclidiaceae           |                                | |
| drabinowiec mroczny                    | Cinclidium stygium             | – |
| drobniaczkowate Seligeriaceae          |                                | |
| drobniaczek łukowaty                   | Seligeria campylopoda          | – |
| drobniaczek rozłożysty                 | Seligeria patula               | – |
| drobniaczek wapienny                   | Seligeria calcarea             | – |
| krótkoząb skalny                       | Brachydontium trichodes        | – |
| gajnikowate Hylocomiaceae              |                                | |
| gajniczek krótkodzióbkowy              | Loeskeobryum brevirostre       | – |
| krótkoszowate Brachytheciaceae         |                                | |
| krótkosz namurnikowy                   | Brachythecium geheebii         | – |
| szydłosz cienki                        | Cirriphyllum tenuicaule        | – |
| krzewinkowate Thamnobyaceae            |                                | |
| krzewik źródliskowy                    | Thamnobryum alopecurum         | – |
| krzywoszyjowate Amblystegiaceae        |                                | |
| bagiennik widłakowaty                  | Pseudocalliergon lycopodioides | – |
| bagiennik żmijowaty                    | Pseudocalliergon trifarium     | – |
| błyszcze włoskowate                    | Tomentypnum nitens             | – |
| haczykowiec błyszczący                 | Hamatocaulis vernicosus        | – |
| krzywoszyj korzeniowy                  | Amblystegium radicale          | – |
| krzywoząb podsadnikowy                 | Anacamptodon splachnoides      | – |
| mokradłosz wielkolistny                | Calliergon megalophyllum       | – |
| mokradłosz Richardsona                 | Calliergon richardsonii        | – |
| sierpowiec błyszczący                  | Drepanocladus vernicosus       | – |
| sierpowiec brudny                      | Drepanocladus sordidus         | – |
| sierpowiec jeziorny                    | Drepanocladus stagnatus        | – |
| sierpowiec moczarowy                   | Drepanocladus sendtneri        | – |
| sierpowiec włosolistny                 | Drepanocladus capillifolius    | – |
| skorpionowiec brunatny                 | Scorpidium scorpioides         | – |
| tęposz niski                           | Leptodictyum humile            | – |
| warnstorfia włoskolistna               | Warnstorfia trichophylla       | – |
| wodnokrzywoszyj rzeczny                | Hygroamblystegium fluviatile   | – |
| wodnokrzywoszyj zanurzony              | Hygroamblystegium tenax        | – |
| miecherowate Neckeraceae               |                                | |
| gładysz paprociowaty                   | Homalia trichomanoides         | – |
| miechera                               | Neckera spp.                   | Wszystkie gatunki                                                                                                   |
| naleźlinowate Andreaceae               |                                | |
| naleźlina                              | Andreaea spp.                  | Wszystkie gatunki                                                                                                   |
| nurzypląsowate Cinclidotaceae          |                                | |
| nurzypląs czarniawy                    | Cinclidotus riparius           | – |
| nurzypląs lancetowaty                  | Cinclidotus fontinaloides      | – |
| osadniczkowate Disceliaceae            |                                | |
| osadniczek goły                        | Discelium nudum                | – |
| parzęchlinowate Meesiaceae             |                                | |
| mszar krokiewkowaty                    | Paludella squarrosa            | – |
| parzęchlin                             | Meesia spp.                    | Wszystkie gatunki                                                                                                   |
| tępoząb białawy                        | Amblyodon dealbatus            | |
| płaskolistowate Hookeriaceae           |                                | |
| płaskolist lśniący                     | Hookeria lucens                | – |
| płaskomerzykowate Plagiomniaceae       |                                | |
| nibyprątnik torfowy                    | Pseudobryum cinclidioides      | – |
| płaskomerzyk orzęsiony                 | Plagiomnium drummondii         | – |
| płoniwowate Pottiaceae                 |                                | |
| boczeń nastroszony                     | Pleurochaete squarrosa         | – |
| brodek Randa                           | Tortula randii                 | – |
| brodek zwisły                          | Tortula cernua                 | – |
| kędzierzawka krucha                    | Tortella fragilis              | – |
| kędzierzawka żółtozielona              | Tortella flavovirens           | – |
| pędzliczek brodawkowaty                | Syntrichia papillosa           | – |
| pędzliczek chiński                     | Syntrichia sinensis            | – |
| pędzliczek gładkowłoskowy              | Syntrichia laevipila           | – |
| pędzliczek szerokolistny               | Syntrichia latifolia           | – |
| pędzliczek zielonawy                   | Syntrichia virescens           | – |
| ślimakobrzeżek lessowy                 | Hilpertia velenovskyi          | – |
| podsadnikowate Splachnaceae            |                                | |
| długoszyj piłkowany                    | Tayloria serrata               | – |
| podsadnik kulisty                      | Splachnum sphaericum           | – |
| podsadnik pęcherzykowaty               | Splachnum ampullaceum          | – |
| prątnikowate Bryaceae                  |                                | |
| prątnik brandenburski                  | Bryum neodamense               | – |
| prątnik jajowaty                       | Bryum subneodamense            | – |
| prątnik meklemburski                   | Bryum warneum                  | – |
| prątnik nadobny                        | Bryum calophyllum              | – |
| prątnik okrągłolistny                  | Bryum cyclophyllum             | – |
| prątnik solniskowy                     | Bryum salinum                  | – |
| prątnik zbiegający                     | Bryum weigelii                 | – |
| rokietowate Hypnaceae                  |                                | |
| rokiet łąkowy                          | Hypnum pratense                | – |
| rokiet Sautera                         | Hypnum sauteri                 | – |
| skrętkowate Funariaceae                |                                | |
| bezrąbek czterokanciasty               | Pyramidula tetragona           | – |
| skrzydlikowate Fissidentaceae          |                                | |
| skrzydlik długoszowaty                 | Fissidens osmundoides          | – |
| skrzydlik studziennik                  | Fissidens fontanus             | – |
| skrzydlik tęgoszczecinowy              | Fissidens crassipes            | – |
| strzechwowate Grimmiaceae              |                                | |
| rozłupek brunatny                      | Schistidium brunnescens        | – |
| rozłupek czarniawy                     | Schistidium atrofuscum         | – |
| rozłupek wiotki                        | Schistidium flaccidum          | – |
| rozłupek włoskoząb                     | Schistidium trichodon          | – |
| siatkoząb darniowy                     | Coscinodon cribrosus           | – |
| strzechewka bruzdowana                 | Orthogrimmia sessitana         | – |
| strzechewka darniowa                   | Orthogrimmia caespiticia       | – |
| strzechwa bezząb                       | Grimmia anodon                 | – |
| strzechwa włosista                     | Grimmia crinita                | – |
| strzechwowiec okrągły                  | Dryptodon orbicularis          | – |
| strzechwowiec zwodniczy                | Dryptodon decipiens            | – |
| szmotłochowate Bartramiaceae           |                                | |
| bagnik                                 | Philonotis spp.                | Wszystkie gatunki z wyjątkiem: bagnika zdrojowego (Philonotis fontana)                                              |
| szurpkowate Orthotrichaceae            |                                | |
| nastroszek                             | Ulota spp.                     | Wszystkie gatunki                                                                                                   |
| szurpek bezzębny                       | Orthotrichum gymnostomum       | – |
| szurpek delikatny                      | Orthotrichum tenellum          | – |
| szurpek drobny                         | Orthotrichum microcarpum       | – |
| szurpek porosły                        | Orthotrichum lyellii           | – |
| szurpek Rogera                         | Orthotrichum rogeri            | – |
| szurpek słoikowaty                     | Orthotrichum urnigerum         | – |
| szurpek skalny                         | Orthotrichum rupestre          | – |
| szurpek szwedzki                       | Orthotrichum scanicum          | – |
| zrostniczek zielony                    | Zygodon viridissimus           | – |
| zrostniczek wysmukły                   | Zygodon gracilis               | – |
| torfowcowate Sphagnaceae               |                                | |
| torfowiec                              | Sphagnum spp.                  | Wszystkie gatunki z wyjątkiem: torfowca kończystego (Sphagnum fallax), torfowca nastroszonego (Sphagnum squarrosum) |
| tujowcowate Thuidiaceae                |                                | |
| tujnik maleńki                         | Cyrto-hypnum minutulum         | – |
| trzęślikowate Timmiaceae               |                                | |
| trzęsiec meklemburski                  | Timmia megapolitana            | – |
| widłozębowate Dicranaceae              |                                | |
| krzywoszczeć pogięta                   | Campylopus flexuosus           | – |
| krzywoszczeć Schimpera                 | Campylopus schimperi           | – |
| krzywoszczeć torfowa                   | Campylopus pyriformis          | – |
| różnoząb delikatny                     | Cynodontium tenellum           | – |
| różnoząb smukły                        | Cynodontium gracilescens       | – |
| różnoząb zwodniczy                     | Cynodontium fallax             | – |
| skrobak rozłupany                      | Cnestrum schistii              | – |
| widłoząb Bergera                       | Dicranum undulatum             | – |
| widłoząb błotny                        | Dicranum bonjeanii             | – |
| widłoząb płowy                         | Dicranum fulvum                | – |
| widłoząb sudecki                       | Dicranum sendtneri             | – |
| widłoząb zielony                       | Dicranum viride                | – |
| zwiesiniec szorstki                    | Dicranodontium asperulum       | – |
| zdrojkowate Fontinalaceae              |                                | |
| moczara sierpowata (żaglik sierpowaty) | Dichelyma falcatum             | – |
| moczara włoskowata (żaglik włoskowaty) | Dichelyma capillaceum          | – |
| zdrojek łuseczkowaty                   | Fontinalis squamosa            | – |
| zdrojek rokietowaty                    | Fontinalis hypnoides           | – |
| zdrojek szwedzki                       | Fontinalis dalecarlica         | – |
| zwiślikowate Anomodontaceae            |                                | |
| zwiślik                                | Anomodon spp.                  | Wszystkie gatunki                                                                                                   |

## Typ (gromada):paprotniki(Polypodiophyta)
| Nazwa polska                             | Nazwa naukowa                                        | Uwagi                                                                                          |
| długoszowate Osmundaceae                 | długoszowate Osmundaceae                             | długoszowate Osmundaceae                                                                       |
| ---------------------------------------- | ---------------------------------------------------- | ---------------------------------------------------------------------------------------------- |
| długosz królewski                        | Osmunda regalis                                      | –                                                                                              |
| języcznikowate Blechnaceae               |                                                      |                                                                                                |
| podrzeń żebrowiec                        | Blechnum spicant                                     | –                                                                                              |
| marsyliowate Marsileaceae                |                                                      |                                                                                                |
| gałuszka kulecznica                      | Pilularia globulifera                                | Wymaga ochrony czynnej                                                                         |
| marsylia czterolistna                    | Marsilea quadrifolia                                 | Wymaga ochrony czynnej                                                                         |
| nasięźrzałowate Ophioglossaceae          |                                                      |                                                                                                |
| nasięźrzał pospolity                     | Ophioglossum vulgatum                                | Wymaga ochrony czynnej                                                                         |
| podejźrzon                               | Botrychium spp.                                      | Wszystkie gatunki, wymagają ochrony czynnej                                                    |
| paprotkowate Polypodiaceae               |                                                      |                                                                                                |
| paprotka zwyczajna                       | Polypodium vulgare                                   | –                                                                                              |
| paprotnikowate Aspidiaceae               |                                                      |                                                                                                |
| paprotnik                                | Polystichum spp.                                     | Wszystkie gatunki                                                                              |
| poryblinowate Isoëtaceae                 |                                                      |                                                                                                |
| poryblin jeziorny                        | Isoëtes lacustris                                    | Wymaga ustalenia strefy ochrony stanowiska obejmującej cały zbiornik wodny, w którym występuje |
| poryblin kolczasty                       | Isoëtes echinospora                                  | –                                                                                              |
| salwiniowate Salviniaceae                |                                                      |                                                                                                |
| salwinia pływająca                       | Salvinia natans                                      | –                                                                                              |
| skrzypowate Equisetaceae                 |                                                      |                                                                                                |
| skrzyp olbrzymi                          | Equisetum telmateia                                  | –                                                                                              |
| skrzyp pstry                             | Equisetum variegatum                                 | –                                                                                              |
| widliczkowate Selaginellaceae            |                                                      |                                                                                                |
| widliczka                                | Selaginella spp.                                     | Wszystkie gatunki                                                                              |
| widłakowate Lycopodiaceae                |                                                      |                                                                                                |
| Wszystkie gatunki                        |                                                      |                                                                                                |
| wietlicowate Athyriaceae                 |                                                      |                                                                                                |
| pióropusznik strusi                      | Matteuccia struthiopteris (Matteucia struthiopteris) | –                                                                                              |
| rozrzutka brunatna                       | Woodsia ilvensis                                     | Wymaga ochrony czynnej                                                                         |
| zanokcicowate Aspleniaceae               |                                                      |                                                                                                |
| języcznik zwyczajny                      | Phyllitis scolopendrium                              | –                                                                                              |
| zanokcica serpentynowa                   | Asplenium adulterinum                                | Wymaga ochrony czynnej, wymaga ustalenia strefy ochrony w promieniu 30 m od granic stanowiska  |
| zanokcica ciemna                         | Asplenium adiantum-nigrum                            | Wymaga ochrony czynnej, wymaga ustalenia strefy ochrony w promieniu 30 m od granic stanowiska  |
| zanokcica klinowata                      | Asplenium cuneifolium                                | Wymaga ochrony czynnej, wymaga ustalenia strefy ochrony w promieniu 30 m od granic stanowiska  |
| zmienkowate Cryptogrammaceae             |                                                      |                                                                                                |
| zmienka górska                           | Cryptogramma crispa                                  | –                                                                                              |
| * (rozpłochowate) Hymenophyllaceae       |                                                      |                                                                                                |
| włosocień cienisty (włosocień delikatny) | Trichomanes speciosum                                | Wymaga ustalenia strefy ochrony w promieniu 100 m od granic stanowiska                         |

## Typ (gromada):nagonasienne(Pinophyta)
| Nazwa polska                                       | Nazwa naukowa     | Uwagi             |
| cisowate Taxaceae                                  | cisowate Taxaceae | cisowate Taxaceae |
| -------------------------------------------------- | ----------------- | ----------------- |
| cis pospolity                                      | Taxus baccata     | –                 |
| sosnowate Pinaceae                                 |                   |                   |
| sosna błotna                                       | Pinus × rhaetica  | –                 |
| sosna limba (limba)                                | Pinus cembra      | –                 |
| sosna górska (sosna kosa, kosodrzewina, kosodrzew) | Pinus mugo        | –                 |

## Typ (gromada):okrytonasienne(Magnoliophyta)

### Klasa:dwuliścienne(Magnoliopsida)
| Nazwa polska                                         | Nazwa naukowa                           | Uwagi |
| babkowate Plantaginaceae                             | babkowate Plantaginaceae                | babkowate Plantaginaceae |
| ---------------------------------------------------- | --------------------------------------- | --- |
| babka nadmorska                                      | Plantago maritima                       | Wymaga ochrony czynnej |
| babka pierzasta                                      | Plantago coronopus                      | Wymaga ochrony czynnej |
| brzeżyca jednokwiatowa                               | Littorella uniflora                     | – |
| baldaszkowate Apiaceae                               |                                         | |
| cieszynianka wiosenna                                | Hacquetia epipactis                     | – |
| dzięgiel litwor (arcydzięgiel litwor)                | Angelica archangelica                   | – |
| mikołajek nadmorski                                  | Eryngium maritimum                      | – |
| selery błotne (pęczyna błotna)                       | Apium repens                            | Wymaga ochrony czynnej. |
| selery węzłobaldachowe                               | Apium nodiflorum                        | – |
| starodub łąkowy                                      | Ostericum palustre (Angelica palustris) | Wymaga ochrony czynnej. |
| bobrkowate Menyanthaceae                             |                                         | |
| grzybieńczyk wodny                                   | Nymphoides peltata                      | – |
| brzozowate Betulaceae                                |                                         | |
| brzoza karłowata                                     | Betula nana                             | – |
| brzoza niska                                         | Betula humilis                          | Wymaga ochrony czynnej. |
| brzoza ojcowska                                      | Betula x oycoviensis                    | Wymaga ochrony czynnej. |
| dymnicowate Fumariaceae                              |                                         | |
| kokorycz drobna                                      | Corydalis pumila                        | – |
| dziurawcowate Hypericaceae                           |                                         | |
| dziurawiec nadobny                                   | Hypericum pulchrum                      | – |
| dziurawiec wytworny                                  | Hypericum elegans                       | Wymaga ochrony czynnej. |
| dzwonkowate Campanulaceae                            |                                         | |
| dzwonecznik wonny                                    | Adenophora lilifolia                    | Wymaga ochrony czynnej |
| dzwonek boloński                                     | Campanula bononiensis                   | Wymaga ochrony czynnej. |
| dzwonek brodaty                                      | Campanula barbata                       | – |
| dzwonek karkonoski                                   | Campanula bohemica                      | – |
| dzwonek piłkowany (dzwonek lancetowaty)              | Campanula serrata                       | – |
| dzwonek szerokolistny                                | Campanula latifolia                     | – |
| dzwonek syberyjski                                   | Campanula sibirica                      | Wymaga ochrony czynnej. |
| lobelia jeziorna                                     | Lobelia dortmanna                       | – |
| zerwa kulista (zerwa główkowata)                     | Phyteuma orbiculare                     | – |
| fiołkowate Violaceae                                 |                                         | |
| fiołek bagienny                                      | Viola uliginosa                         | – |
| fiołek mokradłowy                                    | Viola stagnina                          | Wymaga ochrony czynnej. |
| fiołek torfowy                                       | Viola epipsila                          | – |
| goryczkowate Gentianaceae                            |                                         | |
| centuria                                             | Centaurium spp.                         | Wszystkie gatunki. |
| goryczka                                             | Gentiana spp.                           | Wszystkie gatunki, czynnej ochrony wymaga goryczka krzyżowa Gentiana cruciata oraz goryczka wąskolistna Gentiana pneumonanthe. |
| goryczuszka (goryczka)                               | Gentianella spp.                        | Wszystkie gatunki, czynnej ochrony wymagają: goryczuszka bałtycka Gentianella baltica, goryczuszka błotna Gentianella uliginosa, goryczuszka czeska Gentianella bohemica, goryczuszka polna Gentianella campestris oraz goryczuszka Wettsteina Gentianella germanica. |
| niebielistka trwała (swercja trwała)                 | Swertia perennis                        | Wymaga ochrony czynnej. |
| goździkowate Caryophyllaceae                         |                                         | |
| goździk kosmaty                                      | Dianthus armeria                        | Wymaga ochrony czynnej. |
| goździk lodowcowy (goździk lodnikowy)                | Dianthus glacialis                      | – |
| goździk lśniący                                      | Dianthus nitidus                        | – |
| goździk okazały                                      | Dianthus speciosus                      | – |
| goździk piaskowy                                     | Dianthus arenarius                      | – |
| goździk postrzępiony                                 | Dianthus plumarius                      | – |
| goździk pyszny                                       | Dianthus superbus                       | Wymaga ochrony czynnej |
| goździk siny                                         | Dianthus gratianopolitanus              | Wymaga ochrony czynnej. |
| goździk skupiony                                     | Dianthus compactus                      | – |
| lepnica litewska                                     | Silene lithuanica                       | – |
| łyszczec wiechowaty (gipsówka wiechowata)            | Gypsophila paniculata                   | – |
| nadbrzeżyca nadrzeczna                               | Corrigiola litoralis                    | Wymaga ochrony czynnej. |
| gruboszowate Crassulaceae                            |                                         | |
| rojnik górski                                        | Sempervivum montanum                    | – |
| rojownik pospolity (rojnik pospolity)                | Jovibarba sobolifera                    | – |
| rojownik włochaty (rojnik włochaty)                  | Jovibarba hirta                         | – |
| gruszyczkowate Pyrolaceae                            |                                         | |
| pomocnik baldaszkowy                                 | Chimaphila umbellata                    | – |
| grzybieniowate Nymphaeaceae                          |                                         | |
| grążel drobny                                        | Nuphar pumila                           | – |
| grzybienie północne (grzybienie zapoznane)           | Nymphaea candida                        | – |
| jaskrowate Ranunculaceae                             |                                         | |
| ciemiernik czerwonawy                                | Helleborus purpurascens                 | – |
| jaskier illiryjski                                   | Ranunculus illyricus                    | Wymaga ochrony czynnej. |
| miłek wiosenny                                       | Adonis vernalis                         | Wymaga ochrony czynnej. |
| orlik pospolity                                      | Aquilegia vulgaris                      | – |
| pełnik                                               | Trollius spp.                           | Wszystkie gatunki, wymagają ochrony czynnej. |
| pluskwica europejska (pluskwica cuchnąca)            | Cimicifuga europaea                     | – |
| powojnik prosty                                      | Clematis recta                          | – |
| przylaszczka pospolita (przelaszczka trojanek)       | Hepatica nobilis                        | – |
| sasanka alpejska                                     | Pulsatilla alba                         | – |
| sasanka łąkowa                                       | Pulsatilla pratensis                    | Wymaga ochrony czynnej. |
| sasanka otwarta (sasanka dzwonkowata)                | Pulsatilla patens                       | Wymaga ochrony czynnej. |
| sasanka słowacka                                     | Pulsatilla slavica                      | Wymaga ochrony czynnej. |
| sasanka wiosenna                                     | Pulsatilla vernalis                     | Wymaga ochrony czynnej. |
| sasanka zwyczajna                                    | Pulsatilla vulgaris                     | Wymaga ochrony czynnej. |
| tojad                                                | Aconitum spp.                           | Wszystkie gatunki. |
| włosienicznik (jaskier)                              | Batrachium spp.                         | Wszystkie gatunki z wyjątkiem: włosienicznik krążkolistny (Batrachium circinatum). |
| zawilec narcyzowaty                                  | Anemone narcissifolia                   | – |
| zawilec wielkokwiatowy (zawilec leśny)               | Anemone sylvestris                      | Wymaga ochrony czynnej. |
| kłokoczkowate Staphyleaceae                          |                                         | |
| kłokoczka południowa                                 | Staphylea pinnata                       | – |
| komosowate Chenopodiaceae                            |                                         | |
| soliród zielny (solirodek zielny)                    | Salicornia europaea                     | Wymaga ochrony czynnej. |
| kotewkowate Trapaceae                                |                                         | |
| kotewka orzech wodny                                 | Trapa natans                            | Wymaga ochrony czynnej. |
| krzyżowe Brassicaceae                                |                                         | |
| pszonak pieniński                                    | Erysimum pieninicum                     | Wymaga ochrony czynnej. |
| rukiew                                               | Nasturtium spp.                         | Wszystkie gatunki. |
| warzucha polska                                      | Cochlearia polonica                     | Wymaga ochrony czynnej. |
| warzucha tatrzańska                                  | Cochlearia tatrae                       | – |
| lnowate Linaceae                                     |                                         | |
| len austriacki                                       | Linum austriacum                        | – |
| len włochaty                                         | Linum hirsutum                          | Wymaga ochrony czynnej. |
| len złocisty                                         | Linum flavum                            | Wymaga ochrony czynnej. |
| marzanowate Rubiaceae                                |                                         | |
| przytulia krakowska                                  | Galium cracoviense                      | Wymaga ochrony czynnej. |
| przytulia stepowa                                    | Galium valdepilosum                     | Wymaga ochrony czynnej. |
| przytulia sudecka                                    | Galium sudeticum                        | – |
| motylkowate Fabaceae                                 |                                         | |
| groszek szerokolistny                                | Lathyrus latifolius                     | Wymaga ochrony czynnej. |
| groszek wielkoprzylistkowy                           | Lathyrus pisiformis                     | Wymaga ochrony czynnej. |
| groszek wschodniokarpacki                            | Lathyrus laevigatus                     | – |
| ostrołódka kosmata                                   | Oxytropis pilosa                        | Wymaga ochrony czynnej. |
| szczodrzeniec zmienny                                | Chamaecytisus albus                     | Wymaga ochrony czynnej. |
| nawodnikowate Elatinaceae                            |                                         | |
| nadwodnik                                            | Elatine spp.                            | Wszystkie gatunki |
| oliwnikowate Elaeagnaceae                            |                                         | |
| rokitnik zwyczajny                                   | Hippophaë rhamnoides                    | – |
| pierwiosnkowate Primulaceae                          |                                         | |
| cyklamen purpurowy                                   | Cyclamen purpurascens                   | – |
| mlecznik nadmorski                                   | Glaux maritima                          | Wymaga ochrony czynnej. |
| pierwiosnek (pierwiosnka)                            | Primula spp.                            | Wszystkie gatunki z wyjątkiem: pierwiosnek wyniosły (Primula elatior), pierwiosnek lekarski (Primula veris). |
| zarzyczka górska (kortusa górska)                    | Cortusa matthioli                       | – |
| pływaczowate Lentibulariaceae                        |                                         | |
| pływacz                                              | Utricularia spp.                        | Wszystkie gatunki. |
| tłustosz                                             | Pinguicula spp.                         | Wszystkie gatunki. |
| portulakowate Portulacaceae (zdrojkowate Montiaceae) |                                         | |
| zdrojek błyszczący (zdrojek źródlany)                | Montia fontana                          | – |
| przewiertniowate Caprifoliaceae                      |                                         | |
| wiciokrzew pomorski (suchokrzew pomorski)            | Lonicera periclymenum                   | – |
| zimoziół północny (linnea północna)                  | Linnaea borealis                        | – |
| psiankowate Solanaceae                               |                                         | |
| lulecznica kraińska                                  | Scopolia carniolica                     | – |
| pokrzyk wilcza jagoda                                | Atropa belladonna                       | – |
| rosiczkowate Droseraceae                             |                                         | |
| aldrowanda pęcherzykowata                            | Aldrovanda vesiculosa                   | Wymaga ochrony czynnej, wymaga ustalenia strefy ochrony stanowiska obejmującej cały zbiornik wodny, w którym występuje. |
| rosiczka                                             | Drosera spp.                            | Wszystkie gatunki. |
| różowate Rosaceae                                    |                                         | |
| jarząb brekinia (brzęk)                              | Sorbus torminalis                       | – |
| jarząb szwedzki                                      | Sorbus intermedia                       | – |
| malina moroszka                                      | Rubus chamaemorus                       | – |
| parzydło leśne                                       | Aruncus sylvestris                      | – |
| pięciornik śląski                                    | Potentilla silesiaca                    | Wymaga ochrony czynnej. |
| róża francuska                                       | Rosa gallica                            | Wymaga ochrony czynnej. |
| rzepik szczeciniasty                                 | Agrimonia pilosa                        | – |
| tawuła średnia                                       | Spiraea media                           | – |
| wiśnia karłowata                                     | Cerasus fruticosa                       | Wymaga ochrony czynnej. |
| rutowate Rutaceae                                    |                                         | |
| dyptam jesionolistny                                 | Dictamnus albus                         | – |
| sandałowcowate Santalaceae                           |                                         | |
| leniec bezpodkwiatkowy                               | Thesium ebracteatum                     | Wymaga ochrony czynnej |
| skalnicowate Saxifragaceae                           |                                         | |
| skalnica gronkowa                                    | Saxifraga paniculata                    | – |
| skalnica torfowiskowa                                | Saxifraga hirculus                      | – |
| szczeciowate Dipsacaceae                             |                                         | |
| czarcikęsik Kluka                                    | Succisella inflexa                      | Wymaga ochrony czynnej. |
| szorstkolistne (ogórecznikowate) Boraginaceae        |                                         | |
| żmijowiec czerwony                                   | Echium russicum                         | Wymaga ochrony czynnej |
| trędownikowate Scrophulariaceae                      |                                         | |
| gnidosz                                              | Pedicularis spp.                        | Wszystkie gatunki. |
| konitrut błotny                                      | Gratiola officinalis                    | Wymaga ochrony czynnej. |
| lnica wonna                                          | Linaria odora                           | – |
| lindernia mułowa                                     | Lindernia procumbens                    | – |
| naparstnica zwyczajna                                | Digitalis grandiflora                   | – |
| tocja alpejska                                       | Tozzia alpina                           | – |
| wawrzynkowate Thymelaeaceae                          |                                         | |
| wawrzynek główkowy (wawrzynek główkowaty)            | Daphne cneorum                          | Wymaga ochrony czynnej. |
| wawrzynek wilczełyko                                 | Daphne mezereum                         | – |
| wargowe (jasnotowate) Lamiaceae                      |                                         | |
| miodownik melisowaty (miodownik wielkokwiatowy)      | Melittis melissophyllum                 | – |
| pszczelnik wąskolistny                               | Dracocephalum ruyschiana                | – |
| wielosiłowate Polemoniaceae                          |                                         | |
| wielosił błękitny                                    | Polemonium coeruleum                    | Wymaga ochrony czynnej. |
| wierzbowate Salicaceae                               |                                         | |
| wierzba borówkolistna                                | Salix myrtilloides                      | Wymaga ochrony czynnej. |
| wierzba lapońska                                     | Salix lapponum                          | Wymaga ochrony czynnej. |
| wilczomleczowate Euphorbiaceae                       |                                         | |
| wilczomlecz pstry (ostromlecz pstry)                 | Euphorbia epithymoides                  | Wymaga ochrony czynnej. |
| wrześniowate (woskownicowate) Myricaceae             |                                         | |
| woskownica europejska                                | Myrica gale                             | Wymaga ochrony czynnej. |
| wrzosowate Ericaceae                                 |                                         | |
| bagno zwyczajne                                      | Ledum palustre                          | – |
| chamedafne północna                                  | Chamaedaphne calyculata                 | – |
| mącznica lekarska                                    | Arctostaphylos uva-ursi                 | – |
| różanecznik żółty                                    | Rhododendron luteum                     | Wymaga ochrony czynnej. |
| wrzosiec bagienny                                    | Erica tetralix                          | – |
| zarazowate Orobanchaceae                             |                                         | |
| zaraza                                               | Orobanche spp.                          | Wszystkie gatunki. |
| złożone (astrowate) Asteraceae                       |                                         | |
| arnika górska                                        | Arnica montana                          | Wymaga ochrony czynnej. |
| aster gawędka                                        | Aster amellus                           | – |
| aster solny                                          | Aster tripolium                         | Wymaga ochrony czynnej. |
| chryzantema Zawadzkiego (złocień Zawadzkiego)        | Dendranthema zawadzkii                  | – |
| dziewięćsił bezłodygowy                              | Carlina acaulis                         | – |
| dziewięćsił popłocholistny                           | Carlina onopordifolia                   | Wymaga ochrony czynnej. |
| języczka syberyjska                                  | Ligularia sibirica                      | Wymaga ochrony czynnej. |
| omieg górski                                         | Doronicum austriacum                    | – |
| ostrożeń pannoński                                   | Cirsium pannonicum                      | Wymaga ochrony czynnej. |
| ożota zwyczajna                                      | Linosyris vulgaris                      | Wymaga ochrony czynnej. |
| sierpik różnolistny                                  | Serratula lycopifolia                   | Wymaga ochrony czynnej |
| szarotka alpejska                                    | Leontopodium alpinum                    | – |
| wężymord stepowy                                     | Scorzonera purpurea                     | Wymaga ochrony czynnej. |

### Klasa:jednoliścienne(Liliopsida)
| Nazwa polska                            | Nazwa naukowa               | Uwagi                                                                                 |
| amarylkowate Amaryllidaceae             | amarylkowate Amaryllidaceae | amarylkowate Amaryllidaceae                                                           |
| --------------------------------------- | --------------------------- | ------------------------------------------------------------------------------------- |
| śnieżyca wiosenna                       | Leucoium vernum             | –                                                                                     |
| śnieżyczka przebiśnieg                  | Galanthus nivalis           | –                                                                                     |
| bagnicowate Scheuchzeriaceae            |                             |                                                                                       |
| bagnica torfowa                         | Scheuchzeria palustris      | –                                                                                     |
| jezierzowate Najadaceae                 |                             |                                                                                       |
| jezierza giętka                         | Najas flexilis              | Wymaga ochrony czynnej.                                                               |
| jezierza mniejsza                       | Najas minor                 | –                                                                                     |
| kosaćcowate Iridaceae                   |                             |                                                                                       |
| kosaciec bezlistny                      | Iris aphylla                | Wymaga ochrony czynnej.                                                               |
| kosaciec syberyjski                     | Iris sibirica               | Wymaga ochrony czynnej.                                                               |
| mieczyk błotny                          | Gladiolus paluster          | Wymaga ochrony czynnej.                                                               |
| mieczyk dachówkowaty                    | Gladiolus imbricatus        | Wymaga ochrony czynnej.                                                               |
| szafran spiski                          | Crocus scepusiensis         | Wymaga ochrony czynnej.                                                               |
| liliowate Liliaceae                     |                             |                                                                                       |
| cebulica dwulistna (oszloch dwulistny)  | Scilla bifolia              | –                                                                                     |
| ciemiężyca biała                        | Veratrum album              | Wymaga ochrony czynnej.                                                               |
| ciemiężyca czarna                       | Veratrum nigrum             | Wymaga ustalenia strefy ochrony w promieniu 50 m od granic stanowiska.                |
| ciemiężyca zielona                      | Veratrum lobelianum         | –                                                                                     |
| czosnek syberyjski                      | Allium sibiricum            | –                                                                                     |
| kosatka kielichowa                      | Tofieldia calyculata        | Wymaga ochrony czynnej.                                                               |
| liczydło górskie                        | Streptopus amplexifolius    | –                                                                                     |
| lilia bulwkowata                        | Lilium bulbiferum           | Wymaga ochrony czynnej.                                                               |
| lilia złotogłów                         | Lilium martagon             | –                                                                                     |
| pajęcznica liliowata                    | Anthericum liliago          | Wymaga ochrony czynnej.                                                               |
| szachownica kostkowata                  | Fritillaria meleagris       | Wymaga ochrony czynnej.                                                               |
| szafirek miękkolistny                   | Muscari comosum             | Wymaga ochrony czynnej.                                                               |
| śniedek                                 | Ornithogalum spp.           | Wszystkie gatunki, ochrony czynnej wymaga śniedek cienkolistny Ornithogalum collinum. |
| zimowit jesienny                        | Colchicum autumnale         | Wymaga ochrony czynnej.                                                               |
| obrazkowate Araceae                     |                             |                                                                                       |
| obrazki alpejskie                       | Arum alpinum                | –                                                                                     |
| obrazki plamiste                        | Arum maculatum              | –                                                                                     |
| rdestnicowate Potamogetonaceae          |                             |                                                                                       |
| rdestniczka gęsta (rdestnica gęsta)     | Groenlandia densa           | Wymaga ochrony czynnej.                                                               |
| storczykowate Orchidaceae               |                             |                                                                                       |
| buławnik                                | Cephalanthera spp.          | Wszystkie gatunki.                                                                    |
| dwulistnik muszy                        | Ophrys insectifera          | Wymaga ochrony czynnej.                                                               |
| gnieźnik leśny                          | Neottia nidus-avis          | –                                                                                     |
| gołek białawy                           | Leucorchis albida           | –                                                                                     |
| gółka długoostrogowa                    | Gymnadenia conopsea         | Wymaga ochrony czynnej.                                                               |
| gółka wonna                             | Gymnadenia odoratissima     | –                                                                                     |
| kręczynka jesienna                      | Spiranthes spiralis         | Wymaga ochrony czynnej.                                                               |
| kruszczyk                               | Epipactis spp.              | Wszystkie gatunki.                                                                    |
| kukuczka kapturkowata                   | Neottianthe cucullata       | Wymaga ustalenia strefy ochrony w promieniu 100 m od granic stanowiska.               |
| kukułka (stoplamek, storczyk)           | Dactylorhiza spp.           | Wszystkie gatunki, wymagają ochrony czynnej.                                          |
| lipiennik Loesela                       | Liparis loeselii            | Wymaga ochrony czynnej.                                                               |
| listera jajowata                        | Listera ovata               | –                                                                                     |
| listera sercowata                       | Listera cordata             | –                                                                                     |
| miodokwiat krzyżowy                     | Herminium monorchis         | Wymaga ustalenia strefy ochrony obejmującej całe torfowisko, na którym występuje.     |
| obuwik pospolity                        | Cypripedium calceolus       | Wymaga ochrony czynnej.                                                               |
| ozorka zielona                          | Coeloglossum viride         | Wymaga ochrony czynnej.                                                               |
| podkolan biały                          | Platanthera bifolia         | –                                                                                     |
| podkolan zielonawy                      | Platanthera chlorantha      | –                                                                                     |
| potrostek alpejski                      | Chamorchis alpina           | –                                                                                     |
| storczyca kulista                       | Traunsteinera globosa       | Wymaga ochrony czynnej.                                                               |
| storczyk                                | Orchis spp.                 | Wszystkie gatunki, wymagają ochrony czynnej.                                          |
| storzan bezlistny                       | Epipogium aphyllum          | –                                                                                     |
| tajęża jednostronna                     | Goodyera repens             | –                                                                                     |
| wątlik błotny                           | Hammarbya paludosa          | –                                                                                     |
| wyblin jednolistny                      | Malaxis monophyllos         | –                                                                                     |
| żłobik koralowy                         | Corallorhiza trifida        | –                                                                                     |
| trawy Poaceae                           |                             |                                                                                       |
| koleantus delikatny                     | Coleanthus subtilis         | –                                                                                     |
| kostrzewa ametystowa                    | Festuca amethystina         | –                                                                                     |
| ostnica                                 | Stipa spp.                  | Wszystkie gatunki, wymagają ochrony czynnej.                                          |
| perłówka siedmiogrodzka                 | Melica transsylvanica       | –                                                                                     |
| wiechlina granitowa (wyklina granitowa) | Poa granitica               | –                                                                                     |
| turzycowate (ciborowate) Cyperaceae     |                             |                                                                                       |
| kłoć wiechowata                         | Cladium mariscus            | –                                                                                     |
| marzyca czarniawa                       | Schoenus nigricans          | –                                                                                     |
| marzyca ruda                            | Schoenus ferrugineus        | –                                                                                     |
| ponikło kraińskie                       | Eleocharis carniolica       | –                                                                                     |
| ponikło wielołodygowe                   | Eleocharis multicaulis      | –                                                                                     |
| przygiełka brunatna                     | Rhynchospora fusca          | –                                                                                     |
| turzyca bagienna                        | Carex limosa                | –                                                                                     |
| turzyca Davalla                         | Carex davalliana            | Wymaga ochrony czynnej.                                                               |
| turzyca delikatna                       | Carex supina                | –                                                                                     |
| turzyca patagońska                      | Carex magellanica           | –                                                                                     |
| turzyca pchla                           | Carex pulicaris             | Wymaga ochrony czynnej.                                                               |
| turzyca rozsunięta                      | Carex divulsa               | –                                                                                     |
| turzyca strunowa                        | Carex chordorrhiza          | –                                                                                     |
| turzyca życicowa                        | Carex loliacea              | –                                                                                     |
| turzyca żytowata                        | Carex secalina              | Wymaga ochrony czynnej.                                                               |
| wełnianeczka alpejska                   | Baeothryon alpinum          | –                                                                                     |
| wełnianeczka darniowa                   | Baeothryon caespitosum      | –                                                                                     |
| wełnianka delikatna                     | Eriophorum gracile          | –                                                                                     |
| żabieńcowate Alismataceae               |                             |                                                                                       |
| elisma wodna                            | Luronium natans             | Wymaga ustalenia strefy ochrony obejmującej cały zbiornik wodny, w którym występuje.  |
| kaldezja dziewięciornikowata            | Caldesia parnassifolia      | Wymaga ochrony czynnej.                                                               |
| zosterowate Zosteraceae                 |                             |                                                                                       |
| zostera morska                          | Zostera marina              | –                                                                                     |